# Franck Caldeira
Franck Caldeira de Almeida (Sete Lagoas, 6 de fevereiro de 1983) é um atleta de corridas de fundo, um dos principais maratonistas brasileiros.
Bem jovem, já mereceu destaque no cenário das corridas de longa distância. Aos dezenove anos, foi o segundo melhor brasileiro na Meia Maratona do Rio de Janeiro em 2002. Desde então tem se mantido na elite brasileira, em provas de 10 mil metros e corridas de rua.
Em 2007, representando o Brasil, Franck conquistou a medalha de ouro na maratona masculina nos Jogos Pan-Americanos do Rio de Janeiro.

## Títulos
- Meia Maratona das Cataratas: 2011
- Prova Pedestre Sargento Gonzaguinha: 2009
- Corrida Iveco Fiat Aniversário de Sete Lagoas-MG: 2008
- Vencedor da maratona masculina nos Jogos Pan-Americanos do Rio de Janeiro: 2007
- Corrida de São Silvestre: 2006
- Volta Internacional da Pampulha: 2003, 2006 e 2007
- Meia Maratona do Rio de Janeiro: 2006 e 2007
- Corrida de Reis: 2008
- 10.000 m do Troféu Brasil: 2005
- Maratona de São Paulo: 2004